# 岡本健太郎
岡本 健太郎（おかもと けんたろう）は、日本の漫画家。男性。岡山県勝田郡勝央町出身。

## 来歴・人物
「岡山県の超田舎の集落」に生まれ育つ。会社勤めを経験後、漫画家になる。「週刊ヤングマガジン」（講談社）、「近代麻雀ゴールド」（竹書房）などで連載を経験。東京に居住していたが、2009年に岡山へ帰郷し、猟銃と狩猟免許を取得して兼業猟師を始める。代表作の一つである『山賊ダイアリー リアル猟師奮闘記』は、彼の過去の思い出や記録である。『ソウナンですか?』では原作・原案として携わり、実践的な無人環境でのサバイバル技術や罠などの狩猟技術を描写する。

## 作品リスト
- 愛斜堂（『週刊ヤングマガジン』）
- 薄馬鹿下郎（『近代麻雀ゴールド』）
- 笑える子羊（『週刊ヤングマガジン』）
- 山賊ダイアリー リアル猟師奮闘記（『イブニング』、2011年 - 2016年）
- 山賊ダイアリーSS（『イブニング』、2017年 - 休載中）
- ソウナンですか?[4]（『週刊ヤングマガジン』、2017年 - 2022年） - 原作を担当。作画はさがら梨々。
- そんなヒロキも異世界へ（『週刊ヤングマガジン』2022年23号[5]（読み切り）、『ヤンマガWeb』2022年8月12日[6] - 連載中） - 原作を担当。作画はさがら梨々。